# Ma-10

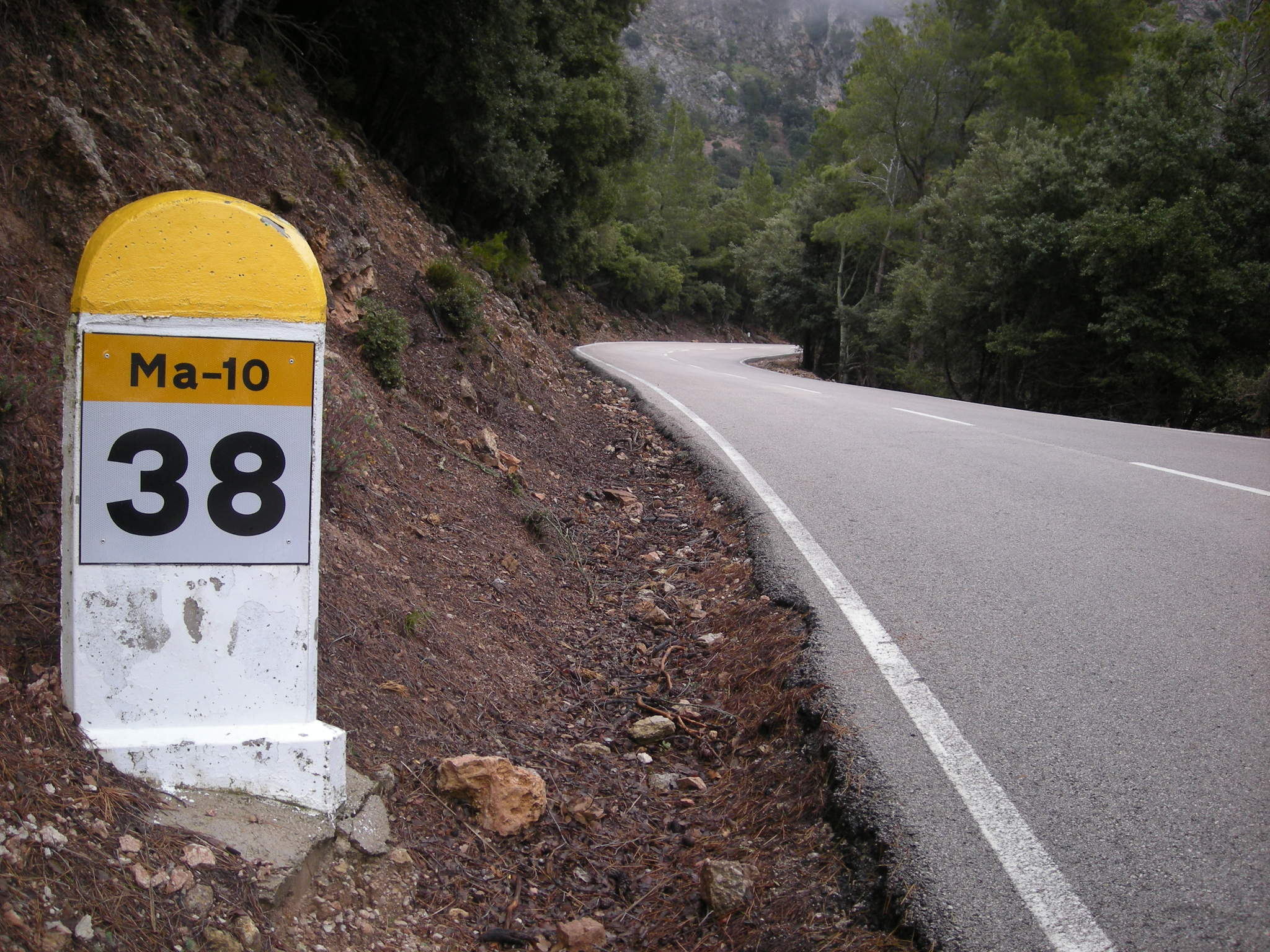
Punt quilomètric 38, entre Sóller i Escorca, a l'altura de la Coma de n'Arbona.

La Ma-10 (antiga C-710) és una carretera de Mallorca que travessa la Serra de Tramuntana de punta a punta. Va d'Andratx a Pollença i passa per Estellencs, Banyalbufar, Valldemossa, Deià, Sóller i Escorca. La seva gestió i manteniment és competència del Consell de Mallorca.

## Història
Es tracta d'una carretera formada al llarg del segle xx per la unió i perllongació dels dos segments més antics: Estellencs-Banyalbufar-Esporles i Valldemossa-Deià-Sóller, del segle xix, que feien la funció de connectar aquestes poblacions amb Palma. La primera nova inauguració fou la part que unia Estellencs amb Andratx, el traçat de la qual s'inaugurà el 1913, però les obres per l'habilitació del trànsit d'automòbils no s'inauguraren fins a 1960. Posteriorment, als anys quaranta s'obrí la carretera del Coll d'en Claret, que uneix Esporles i Valldemossa; i, després de l'enllestiment de la carretera que unia la Calobra amb Cals Reis (Ma-2141), obra d'Antoni Parietti Coll i inaugurada el 1933, es dugué a terme l'habilitació del camí que unia Cals Reis amb Lluc, enllestit el 1950. Paral·lelament, es projectà una carretera que connectàs Lluc amb Pollença, construïda a partir de 1943 i inaugurada també el 1950. Finalment, el darrer segment, que unia Lluc amb Sóller, es conclogué gràcies al tractat hispanoamericà de 1953, pel qual els EUA establien una base militar al Puig Major, que comportà la construcció de la base de Son Torrella i la carretera al cim del Puig: per això, calgué habilitar primer el camí que unia Son Torrella amb la de Lluc a la Calobra a l'altura de Turixant (projecte emprès ja els anys trenta), i, en darrer lloc, construir la carretera de Son Torrella a Sóller pel túnel de Monnàber, inaugurada el 1961. El traçat es conclogué amb la inauguració de l'embassament del Gorg Blau el 1972, que es menjava part de la carretera i la presa tallava el pas per l'Estret, i calgué construir un nou traçat uns metres més amunt i superar la serra de Turixant amb un túnel per connectar amb la carretera de la Calobra.